# پیوس
پاپ پیوس یکم (به انگلیسی: Pope Pius I) یکی از پاپ‌های کلیسای کاتولیک رم بود که در ایتالیا به دنیا آمد و بین سال‌های ۱۴۲ تا ۱۵۵ میلادی پاپ بود.